# ダビデ・カッラ
ダビデ・カッラ（Davide Callà, 1984年10月6日 - ）は、スイス・ヴィンタートゥール出身の元サッカー選手。

## 来歴
2004年夏、FCヴィル1900からセルヴェットFCへ移籍。半年後にFCザンクト・ガレンに移籍し、3年間を過ごした。2008年冬にグラスホッパー・クラブ・チューリッヒ、2012年7月に3年契約でFCアーラウへ移籍。
2014年2月11日、FCバーゼルへ移籍。同年2月15日のFCシオン戦でバーゼルでのデビューを果たした。

## タイトル
FCバーゼル
- スーパーリーグ：4回
  - 2013-14, 2014-15, 2015-16, 2016-17
- スイス・カップ：1回
  - 2016-17